# Bee (Oklahoma)
Bee es un lugar designado por el censo ubicado en el condado de Johnston  en el estado estadounidense de Oklahoma. En el año 2010 tenía una población de 140 habitantes y una densidad poblacional de 41,18 personas por km².

## Geografía
Bee se encuentra ubicado en las coordenadas 34°7′31″N 96°34′8.67″O / 34.12528, -96.5690750 (34.125279° -96.569075°). Según la Oficina del Censo de los Estados Unidos, Bee tiene una superficie total de 1,306 mi² (3,4 km²), de la cual 1,299 mi² (3,4 km²) corresponden a tierra firme y 0,007 mi² (0 km²) es agua.